# Sekantmetoden

De första iterationerna i sekantmetoden, illustrerade grafiskt.

Sekantmetoden är en numerisk metod för att lösa en ekvation på formen {\displaystyle f(x)=0} med två gissade startvärden på x.
Man beräknar {\displaystyle f(x_{0})} och {\displaystyle f(x_{1})}, där x0 och x1 är startgissningsvärdena. Sedan beräknas ett närmare värde, x2, ut med
{\displaystyle x_{n+1}=x_{n}-{\frac {x_{n}-x_{n-1}}{f(x_{n})-f(x_{n-1})}}f(x_{n})}
Detta upprepas till dess att skillnaden mellan xn och xn-1 är tillräckligt liten.

## Jämfört med annan metod
Newtons metod är en annan metod för att lösa funktioner, men i den är man tvungen att kunna derivera {\displaystyle f(x)}, vilket inte alltid är möjligt. Däremot konvergerar den snabbare; Newtons metod har konvergensordning {\displaystyle \alpha =2} (kvadratisk konvergens), medan sekantmetoden har {\displaystyle \alpha =(1+{\sqrt {5}})/2\approx 1.62}.